# Divergence de faisceau

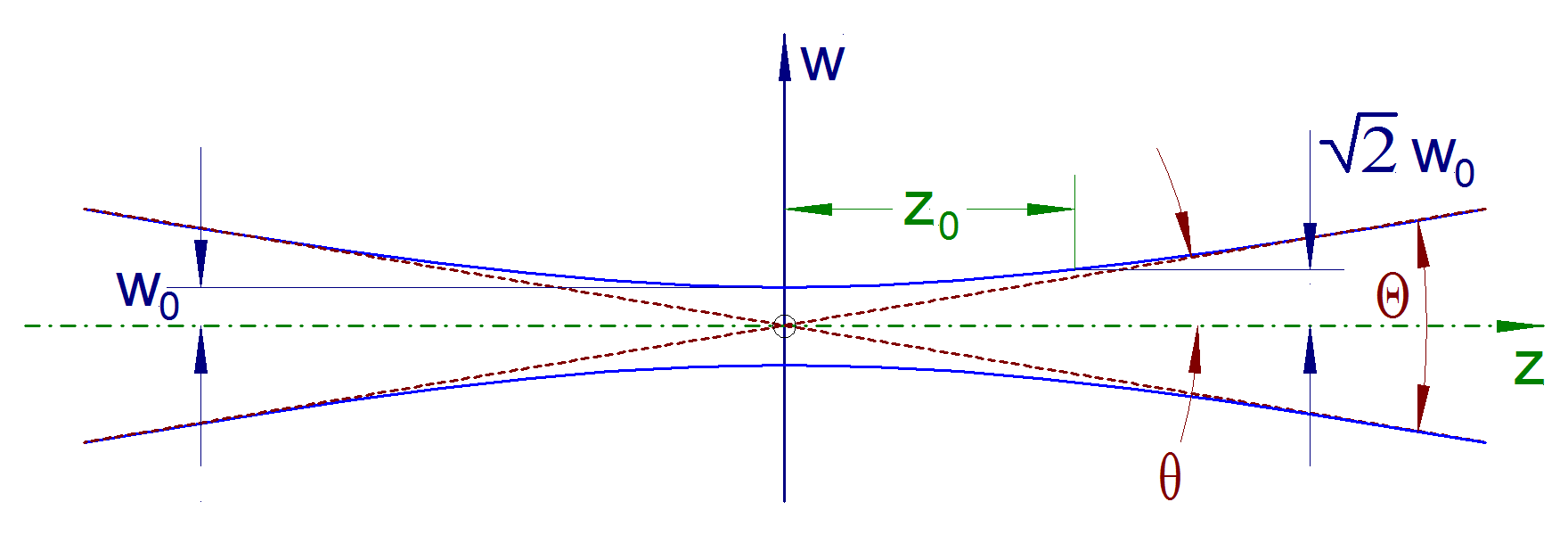

En électromagnétique, en particulier en optique, la divergence de faisceau est une mesure angulaire de l'augmentation du diamètre ou du rayon du faisceau avec la distance de l'ouverture optique ou de l' ouverture d'antenne d'où émerge le faisceau. Le terme n'est pertinent que dans le « champ lointain », loin de tout foyer du faisceau. Cependant, en pratique, le champ lointain peut commencer physiquement près de l'ouverture rayonnante, en fonction du diamètre d'ouverture et de la longueur d'onde de fonctionnement.
La divergence de faisceau est souvent utilisée pour caractériser les faisceaux électromagnétiques en régime optique, pour les cas où l'ouverture d'où émerge le faisceau est très grande par rapport à la longueur d'onde. Cependant, il est également utilisé dans la bande des radiofréquences (RF) pour les cas où l'antenne est très importante par rapport à une longueur d'onde.
La divergence de faisceau fait généralement référence à un faisceau de section transversale circulaire, mais pas nécessairement. Un faisceau peut, par exemple, avoir une section elliptique, auquel cas l'orientation de la divergence du faisceau doit être précisée, par exemple par rapport au grand ou petit axe de la section elliptique.
La divergence d'un faisceau peut être calculée si l'on connaît le diamètre du faisceau en deux points distincts éloignés de tout foyer (Di, Df), et la distance (l) entre ces points. La divergence du faisceau,{\displaystyle \Theta }, est donnée par : 
{\displaystyle \Theta =2\arctan \left({\frac {D_{f}-D_{i}}{2l}}\right).}
Si un faisceau collimaté est focalisé avec une lentille, le diamètre{\displaystyle D_{m}} du faisceau dans le plan focal arrière de la lentille est lié à la divergence du faisceau initial par : 
{\displaystyle \Theta ={\frac {D_{m}}{f}},\,}
où f est la distance focale de l'objectif. Mais cette mesure n'est valide que lorsque la taille du faisceau est mesurée au plan focal arrière de la lentille, c'est-à-dire là où la mise au point se situerait pour un faisceau réellement collimaté, et non au foyer réel du faisceau, qui se produirait derrière l'arrière plan focal pour un faisceau divergent.
Comme tous les faisceaux électromagnétiques, les lasers sont sujets à une divergence, qui se mesure en milliradians (mrad) ou en degrés. Pour de nombreuses applications, un faisceau à faible divergence est préférable. En négligeant la divergence due à une mauvaise qualité du faisceau, la divergence d'un faisceau laser est proportionnelle à sa longueur d'onde et inversement proportionnelle au diamètre du faisceau à son point le plus étroit. Par exemple, un laser ultraviolet qui émet à une longueur d'onde de 308 nm aura une divergence plus faible qu'un laser infrarouge à 808 nm, si les deux ont le même diamètre de faisceau minimum. La divergence des faisceaux laser de bonne qualité est modélisée en utilisant les mathématiques des faisceaux gaussiens.
On dit que les faisceaux laser gaussiens sont limités en diffraction lorsque leur divergence radiale {\displaystyle \theta =\Theta /2} est proche de la valeur minimale possible, qui est donnée par :
{\displaystyle \theta ={\lambda  \over \pi w},}
où {\displaystyle \lambda } est la longueur d'onde du laser et {\displaystyle w} le rayon du faisceau à son point le plus étroit, que l'on appelle la « taille de faisceau ». Ce type de divergence de faisceau est observé à partir de cavités laser optimisées. Les informations sur la divergence limitée par la diffraction d'un faisceau cohérent sont intrinsèquement données par l'équation interférométrique à N-fentes.